# Nère (Louge)
Die Nère ist ein Fluss in Frankreich, der im Département Haute-Garonne in der Region Okzitanien verläuft.

## Verlauf
Sie entspringt im Gemeindegebiet von Cardeilhac, entwässert generell Richtung Nordost bis Ost durch die historische Provinz Comminges und mündet nach rund 33 Kilometern an der Gemeindegrenze von Francon und Montoussin als linker Nebenfluss in die Louge.
Da die Nère in Trockenperioden wenig Wasser führt, wird sie durch den Canal de Franquevielle à Cardeilhac, der das Wasser vom Oberlauf der Louge zur Nère ableitet, künstlich bewässert.

## Orte am Fluss
(Reihenfolge in Fließrichtung)
- Cardeilhac
- Saint-Lary-Boujean
- Eoux